# سی جی توماسون
سی جی توماسون (انگلیسی: C. J. Thomason؛ زادهٔ ۶ دسامبر ۱۹۸۲) یک هنرپیشه اهل ایالات متحده آمریکا است. وی از سال ۲۰۰۱ میلادی تاکنون مشغول فعالیت بوده‌است.